# Описанное и вписанное конические сечения

Вписанная и описанная параболы. Красным показана четвёртая точка пересечения (точка F)

Описанное коническое сечение или описанная коника для треугольника — это коническое сечение, проходящее через три вершины треугольника, а  вписанное коническое сечение или вписанная коника — это вписанное в треугольник коническое сечение, т.е. касающееся сторон треугольника (возможно, не самих сторон, а их продолжений) 
Пусть даны три различные точки A,B,C, не лежащие на одной прямой, и пусть ΔABC — треугольник, имеющий эти точки в качестве вершин.  Обычно считается, что буква, например A, обозначает не только вершину A, но и прилежащий к ней угол BAC. Пусть a = |BC|, b = |CA|, c = |AB| являются длинами сторон треугольника ΔABC.
В трилинейных координатах описанное коническое сечение — это геометрическое место точек X = x : y : z, удовлетворяющих уравнению
uyz + vzx + wxy = 0,
для некоторой точки u : v : w.  Изогональное сопряжение любой точки из X на сечении, отличной от A,B,C, является точкой на прямой
ux + vy + wz = 0.
Эта прямая имеет с описанной вокруг треугольника ΔABC окружностью 0,1 или 2 общие точки в зависимости от того, является коническое сечение эллипсом, параболой или гиперболой.
Вписанное коническое сечение касается трёх прямых, проходящих через вершины треугольника ΔABC (продолжения сторон) и задаётся уравнением
u2x2 + v2y2 + w2z2 − 2vwyz − 2wuzx − 2uvxy = 0.

## Центры и касательные прямые

### Описанная коника
Центр описанного конического сечения — это точка
u(−au + bv + cw) : v(au − bv + cw) : w(au + bv − cw).
Прямые, касательные коническому сечению в точках A,B и C, задаются уравнениями
wv + vz = 0,
uz + wx = 0,
vx + uy = 0.

### Вписанная коника
Центр вписанного конического сечения — это точка
cy + bz : az + cx : bx + ay.
Касательные к этой конике — это стороны треугольника ΔABC, и они задаются уравнениями x = 0, y = 0, z = 0.

## Другие свойства

### Описанные конические сечения
- Любое описанное коническое сечение, не являющееся окружностью, пересекает описанную вокруг ΔABC окружность в точке, отличной от A, B и C, которую часто называют четвёртой точкой пересечения, и она имеет трилинейные координаты

(cx − az)(ay − bx) : (ay − bx)(bz − cy) : (bz − cy)(cx − az)
- Если точка  P = p : q : r лежит на описанном коническом сечении, то прямая, касательная сечению в точке P, задаётся уравнением

(vr + wq)x + (wp + ur)y + (uq + vp)z = 0.
- Описанное коническое сечение является параболой тогда и только тогда, когда

u2a2 + v2b2 + w2c2 − 2vwbc − 2wuca − 2uvab = 0,
и гиперболой тогда и только тогда, когда
u cos A + v cos B + w cos C = 0.
- Из всех треугольников, вписанных в заданный эллипс, центроид треугольника с наибольшей площадью совпадает с центром эллипса[3]. Эллипс, проходящий через три вершины треугольника, с центром, совпадающим с центроидом треугольника, называется описанным эллипсом Штейнера.

### Вписанные конические сечения
- Вписанное коническое сечение является параболой тогда и только тогда, когда

ubc + vca + wab = 0,
и в этом случае коническое сечение касается одной стороны треугольника извне и касается продолжения двух других сторон.
- Предположим, что p1 : q1 : r1 и p2 : q2 : r2 различные точки, и пусть

 X = (p1 + p2t) : (q1 + q2t) : (r1 + r2t).
Когда параметр t пробегает все вещественные числа, геометрическое место точек X является прямой.  Определим
X2 = (p1 + p2t)2 : (q1 + q2t)2 : (r1 + r2t)2.
Геометрическое место точек X2 является вписанным коническим сечением, обязательно эллипсом, которое задаётся уравнением
L4x2 + M4y2 + N4z2 − 2M2N2yz − 2N2L2zx − 2L2M2xy = 0,
где
L = q1r2 − r1q2,
M = r1p2 − p1r2,
N = p1q2 − q1p2.
- Точка внутри треугольника является центром вписанного в треугольник эллипса тогда и только тогда, когда точка лежит внутри треугольника, вершинами которого служат середины исходного треугольника[4]. Для точки внутри серединного треугольника эллипс с центром в этой точке единственен[5].
- Вписанный эллипс с наибольшей площадью является вписанным эллипсом Штейнера, который называется также серединным вписанным эллипсом. Центр этого эллипса совпадает с центроидом треугольника[6]. В общем случае отношение площади вписанного эллипса к площади треугольника в терминах барицентрических координат {\displaystyle (\alpha ,\beta ,\gamma )} центра эллипса равно[7].

{\displaystyle {\frac {\text{Area of inellipse}}{\text{Area of triangle}}}=\pi {\sqrt {(1-2\alpha )(1-2\beta )(1-2\gamma )}},}
и это отношение максимизируется при совпадении с барицентрическими координатами центроида треугольника {\displaystyle \alpha =\beta =\gamma =1/3.}
- Прямые, соединяющие точки касания любого вписанного в треугольник эллипса с противолежащей вершиной, пересекаются в одной точке[8].

## Расширение на четырёхугольники
Все центры вписанных в четырёхугольник эллипсов лежат на отрезке, соединяющем середины диагоналей четырёхугольника.

## Примеры
- Описанное коническое сечениеВписанный и описанный эллипсы Штейнера

Вписанный и описанный эллипсы Штейнера

  - Описанная окружность, единственная окружность, проходящая через три вершины треугольника
  - Описанный эллипс Штейнера, единственный эллипс, проходящий через все три вершины треугольника, с центром, совпадающим с центроидом треугольника9 точек

9 точек

  - Гипербола Киперта, единственная коника, которая проходит через три вершины треугольника, его центроид и его ортоцентр
  - Гипербола Ержабека, гипербола с центром, лежащим на окружности девяти точек, проходящая через три вершины треугольника, центр его описанной окружности, ортоцентр и другие замечательные центры
  - Гипербола Фейербаха, проходящая через ортоцентр треугольника, точку Нагеля и другие замечательные точки, имеет центр на окружности девяти точек.
- Вписанное коническое сечениеЭллипс Мандара (красный)

Эллипс Мандара (красный)

  - Вписанная окружность, единственная окружность, касающаяся изнутри стороны треугольника
  - Вписанный эллипс Штейнера, единственный эллипс, касающийся трёх сторон треугольника в серединах сторон
  - Эллипс Мандара, единственный эллипс, касающийся сторон треугольника в точках касания внешнеописанных окружностей
  - Парабола Киперта
  - Парабола Иффа